# Kenneth Zohore
Albin Kenneth Dahrup Zohore, noto semplicemente come Kenneth Zohore (Copenaghen, 31 gennaio 1994), è un calciatore danese di origini ivoriane, attaccante del Fremad Amager.

## Biografia
Zohore è nato e cresciuto in Danimarca. Sua madre è danese invece suo padre è nato in Costa d'Avorio. È cugino di secondo grado dell'ex attaccante ivoriano Didier Drogba.

## Carriera

### Club

#### Gli inizi in Danimarca
È cresciuto nelle giovanili dello Skjold e del Kjøbenhavns Boldklub.
Nel 2008, per volontà di Giuseppe Baresi, è stato due volte ad Appiano Gentile per fare dei provini con l'Inter ma di fatto non si concluse nulla.
Nel 2010 ha debuttato in prima squadra nel Copenaghen, squadra con cui ha anche debuttato nella Superligaen danese il 7 marzo 2010, subentrando a César Santin nella partita giocata al Parken Stadium contro l'Aarhus e diventando, all'età di 16 anni e 35 giorni, il più giovane esordiente della storia del campionato danese.
Ha esordito in UEFA Champions League il 20 ottobre 2010 al Camp Nou entrando in campo nel finale della partita contro il Barcellona partita persa per 2-0, ed è subentrato sempre al posto del compagno di squadra César Santin. Nonostante la giovane età non è riuscito a battere il record di esordiente più giovane della Champions League stabilito dal nigeriano Celestine Babayaro.
Il 30 ottobre ha segnato il suo primo gol, nella partita di campionato vinta per 3-2 contro il Lyngby.

#### Fiorentina
Il 31 gennaio 2012, giorno del suo 18º compleanno, viene ufficializzato il suo trasferimento a titolo definitivo alla Fiorentina per 800.000 euro, firmando un contratto fino al 2015.

#### I ritorni in Danimarca e il Göteborg
L'8 agosto 2013 si trasferisce in prestito al Brøndby. Al termine della stagione torna alla Fiorentina, l'11 agosto 2014 viene nuovamente girato in prestito, con diritto di riscatto, agli svedesi dell'IFK Göteborg. L'8 novembre, dopo appena 3 mesi in prestito, il Göteborg decide di non riscattarlo.
Il 2 febbraio 2015 rescinde il contratto che lo legava alla Fiorentina. Il 3 febbraio viene formalizzato il suo ingaggio da parte dei danesi dell'Odense BK.

### Nazionale
A livello giovanile sceglie di giocare per la Danimarca, il paese dove è nato, collezionando presenze nell'Under-17, nell'Under-18, nell'Under-19 e nell'Under-21.

## Statistiche

### Presenze e reti nei club
Statistiche aggiornate al 25 ottobre 2024.
| Stagione             | Squadra              | Campionato           | Campionato | Campionato | Coppe nazionali | Coppe nazionali | Coppe nazionali | Coppe europee | Coppe europee | Coppe europee | Altre coppe | Altre coppe | Altre coppe | Totale | Totale |
| Stagione             | Squadra              | Comp                 | Pres       | Reti       | Comp            | Pres            | Reti            | Comp          | Pres          | Reti          | Comp        | Pres        | Reti        | Pres   | Reti   |
| -------------------- | -------------------- | -------------------- | ---------- | ---------- | --------------- | --------------- | --------------- | ------------- | ------------- | ------------- | ----------- | ----------- | ----------- | ------ | ------ |
| 2009-2010            | Copenaghen           | SL                   | 1          | 0          | CD              | 0               | 0               | UCL           | -             | -             | -           | -           | -           | 1      | 0      |
| 2010-2011            | Copenaghen           | SL                   | 15         | 1          | CD              | 1               | 0               | UCL           | 5             | 0             | -           | -           | -           | 21     | 1      |
| 2011-gen. 2012       | Copenaghen           | SL                   | 0          | 0          | CD              | 1               | 0               | -             | -             | -             | -           | -           | -           | 1      | 0      |
| Totale Copenaghen    | Totale Copenaghen    | Totale Copenaghen    | 16         | 1          |                 | 2               | 0               |               | 5             | 0             |             | -           | -           | 23     | 1      |
| gen.-giu. 2012       | Fiorentina           | A                    | 0          | 0          | CI              | 0               | 0               | -             | -             | -             | -           | -           | -           | 0      | 0      |
| 2012-2013            | Fiorentina           | A                    | 0          | 0          | CI              | 0               | 0               | -             | -             | -             | -           | -           | -           | 0      | 0      |
| 2013-2014            | Brøndby              | SL                   | 25         | 5          | CD              | 1               | 0               | -             | -             | -             | -           | -           | -           | 26     | 5      |
| ago.-dic. 2014       | IFK Göteborg         | A                    | 5          | 2          | CS              | 1               | 1               | -             | -             | -             | -           | -           | -           | 6      | 3      |
| gen.-giu. 2015       | Odense               | SL                   | 11         | 2          | CD              | -               | -               | -             | -             | -             | -           | -           | -           | 11     | 2      |
| 2015-gen. 2016       | Odense               | SL                   | 16         | 7          | CD              | 1               | 1               | -             | -             | -             | -           | -           | -           | 17     | 8      |
| gen.-giu. 2016       | Cardiff City         | FLC                  | 12         | 2          | FACup+CdL       | 0+0             | 0               | -             | -             | -             | -           | -           | -           | 12     | 2      |
| 2016-2017            | Cardiff City         | FLC                  | 29         | 12         | FACup+CdL       | 0+1             | 0               | -             | -             | -             | -           | -           | -           | 30     | 12     |
| 2017-2018            | Cardiff City         | FLC                  | 36         | 9          | FACup+CdL       | 3+0             | 0               | -             | -             | -             | -           | -           | -           | 39     | 9      |
| 2018-2019            | Cardiff City         | PL                   | 19         | 1          | FACup+CdL       | 0+1             | 0               | -             | -             | -             | -           | -           | -           | 20     | 1      |
| Totale Cardiff City  | Totale Cardiff City  | Totale Cardiff City  | 96         | 24         |                 | 5               | 0               |               | -             | -             |             | -           | -           | 101    | 24     |
| 2019-2020            | West Bromwich        | FLC                  | 17         | 3          | FACup+CdL       | 3+0             | 2+0             | -             | -             | -             | -           | -           | -           | 20     | 5      |
| 2020-2021            | Millwall             | FLC                  | 17         | 2          | FACup+CdL       | 2+0             | 1+0             | -             | -             | -             | -           | -           | -           | 19     | 3      |
| 2021-2022            | West Bromwich        | FLC                  | 2          | 0          | FACup+CdL       | 0+1             | 0               | -             | -             | -             | -           | -           | -           | 3      | 0      |
| 2022-gen. 2023       | West Bromwich        | FLC                  | 0          | 0          | FACup+CdL       | 0               | 0               | -             | -             | -             | -           | -           | -           | 0      | 0      |
| Totale West Bromwich | Totale West Bromwich | Totale West Bromwich | 19         | 3          |                 | 4               | 2               |               | -             | -             |             | -           | -           | 23     | 5      |
| gen.-giu. 2023       | Odense               | SL                   | 2+2        | 0          | CD              | -               | -               | -             | -             | -             | -           | -           | -           | 4      | 0      |
| Totale Odense        | Totale Odense        | Totale Odense        | 29+2       | 9+0        |                 | 1               | 1               |               | -             | -             |             |             |             | 32     | 10     |
| 2023-2024            | Śląsk Wrocław II     | 3L                   | 1          | 0          | -               | -               | -               | -             | -             | -             | -           | -           | -           | 1      | 0      |
| 2023-2024            | Śląsk Breslavia      | EK                   | 6          | 0          | CP              | 1               | 0               | -             | -             | -             | -           | -           | -           | 7      | 0      |
| Totale carriera      | Totale carriera      | Totale carriera      | 189        | 37         |                 | 17              | 5               |               | 5             | 0             |             |             |             | 211    | 42     |

## Palmarès
- Campionato danese: 1

Copenaghen: 2010-2011